# 1994年欧州議会議員選挙 (イタリア)
1994年欧州議会議員選挙は、欧州連合（EU）の議会組織である欧州議会を構成する欧州議会議員を全面改選するため欧州連合加盟15カ国で1994年6月7日～12日にかけて行われたヨーロッパにおける選挙である。欧州連合加盟国であるイタリア共和国においては、6月12日に行われた。本稿ではイタリアにおける欧州議会議員選挙の結果について取り上げる。

## 概要
3月に総選挙が行われ、右派政党のフォルツァ・イタリア（頑張れイタリア）を中核とするベルルスコーニ政権が発足して間もない6月に行われた選挙である。
- 欧州議会議員定数（イタリア）：87議席
- 欧州議会議員の任期：5年
- 選挙権：18歳以上
- 選挙制度：比例代表制
  - 全国を5選挙区（北西部、北東部、南部、中部、島嶼）に分割
  - 投票は政党名簿に対して行うが、名簿に掲載されている候補者の内、好ましいと思う候補者の名前を書いて投票できる（優先投票）。但し、選挙区定数の内、3票から1票の制限あり。
  - 議席配分方法
    - 議席配分は全国での各政党名簿に投じられた得票数に応じて最大剰余方式（ヘアー式）で配分される。
    - 各政党名簿に配分された議席を、その政党名簿の選挙区の得票数に応じてやはり、ヘアー式で配分。尚少数民族政党についての優遇措置がある。
    - 各政党名簿における当選者は優先投票が多かった候補者から順に決定される。

## 選挙結果
- 投票日：1994年6月12日
- 選挙人数：48.461.792
- 投票者数：35.667.440
- 投票率：73,60%

| 政党及び政党連合                        | 得票数     | 得票率 | 議席数 |
| --------------------------------------- | ---------- | ------ | ------ |
| フォルツァ・イタリア FORZA ITALIA       | 10,089,139 | 30.62  | 27     |
| 左翼民主党 PDS                          | 6,281,354  | 19.06  | 16     |
| 国民同盟 ALLEANZA NAZIONALE             | 4,108,670  | 12.47  | 11     |
| イタリア人民党 P.POPOLARE ITALIANO      | 3,295,337  | 10.00  | 8      |
| 北部同盟 LEGA NORD                      | 2,162,586  | 6.56   | 6      |
| 共産主義再建党 RIF.COM.                 | 2,004,716  | 6.08   | 5      |
| セーニ協定 PATTO SEGNI                  | 1,073,095  | 3.26   | 3      |
| 緑の連盟 FED.DEI VERDI                  | 1,055,797  | 3.20   | 3      |
| パンネッラ・リスト PANNELLA-RIFORMATORI | 702,717    | 2.13   | 2      |
| イタリア社会党 PSI-AD                   | 606,538    | 1.84   | 2      |
| レーテ LA RETE-MOV.DEM.                 | 366,258    | 1.11   | 1      |
| イタリア共和党 PRI                      | 242,786    | 0.74   | 1      |
| イタリア民主社会党 PSDI                 | 227,439    | 0.69   | 1      |
| 南チロル人民党 SVP                      | 202,668    | 0.62   | 1      |

- 有効票数：32,949,725票
- 無効票：2,753,484票
- 白票：992,586票

出所：Ministero dell'Interno Archivio Storico delle Elezioni Elezioni Europee del 12 Giugno 1994（2010年1月29日閲覧）